# Blumenkohlmosaikvirus
Das Blumenkohlmosaikvirus (englisch Cauliflower Mosaic Virus, CaMV; Spezies Caulimovirus tessellobrassicae) ist ein Pflanzenvirus aus der Familie der Caulimoviridae, das überwiegend Kreuzblütler befällt; einige Stämme können aber auch Nachtschattengewächse infizieren. Die Übertragung erfolgt in der Natur über Blattläuse. Es war das erste Pflanzenvirus, dessen Genom vollständig sequenziert wurde. In der Pflanzenbiotechnologie wird es weltweit eingesetzt.

## Beschreibung
Die Virionen sind unbehüllte, isometrische Partikel mit 53 nm Durchmesser. Sie bestehen aus 420 Kapsidproteinen mit ikosaedrischer Symmetrie. 

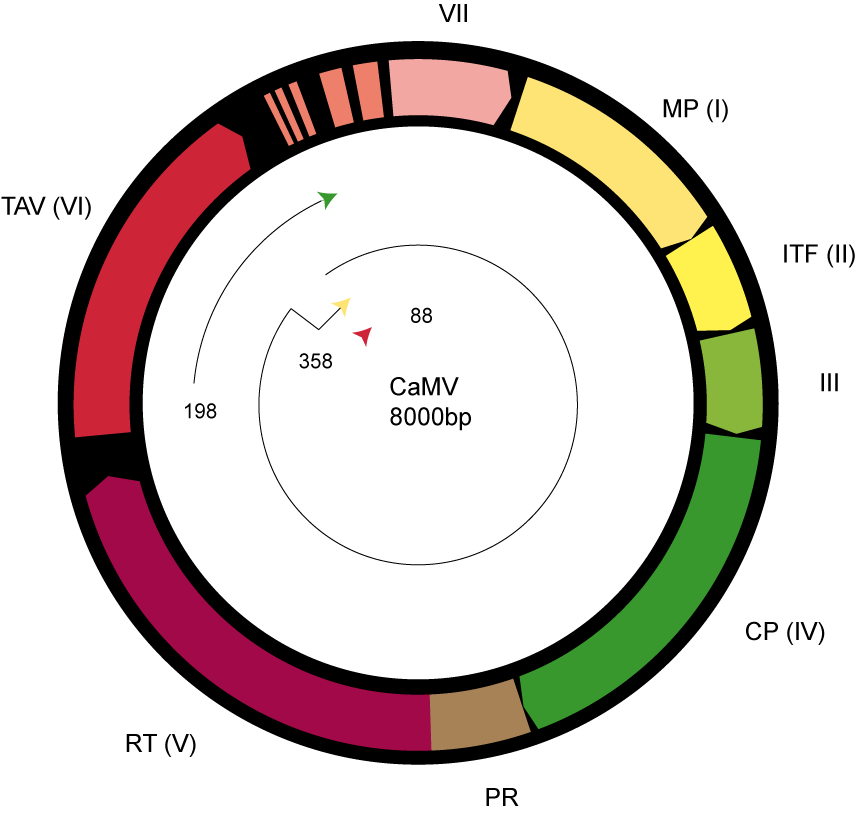
Genomkarte des Blumenkohlmosaikvirus (CaMV)

Das Genom im Inneren des Kapsids besteht aus ringförmiger Doppelstrang-DNA mit ca. 8.000 Basenpaaren.
Obwohl es selbst kein RNA-Genom besitzt verwendet das Blumenkohlmosaikvirus eine Reverse Transkriptase (RT), was eine Besonderheit unter den Pflanzenviren darstellt. Es besitzt zudem Abwehrmechanismen gegen Strategien der Pflanze virale Genome abzubauen. Hierfür setzt das Blumenkohlmosaikvirus große Mengen kleiner RNA-Fragmente als Köder ein, die vom Virusgenom ablenken. Zudem besitzt es Mechanismen, um festzustellen, ob Blattläuse auf der Pflanze vorkommen. Ist dies der Fall, so wandelt es seine Gestalt, um leichter von den Blattläusen aufgenommen zu werden und die Übertragung durch diese Vektoren zu erleichtern.

## Anwendung
Das Virus ist ein effektiver Vektor zum Einschleusen von fremder DNA. Der virale Promotor steuert die Bildung der 35S-mRNA. Der sogenannte 35S-Promotor ist einer der stärksten bekannten bei Pflanzen. Er wird in der Gentechnik zur Überexpression verwendet. Aufgrund seiner geringen Gewebespezifität ist er in fast allen Pflanzenzelltypen aktiv. 
In der Lebensmittelanalytik kann der PCR-Nachweis des CaMV 35S-Promotors zum Ausschluss von gentechnisch veränderten Zutaten in Lebensmitteln und Futtermitteln eingesetzt werden.